# Parafia św. Jakuba Większego w Kamieńcu
Parafia Świętego Jakuba Apostoła w Kamieńcu jest jedną z 12 parafii leżącą w granicach dekanatu trzemeszeńskiego. Powstała prawdopodobnie pod koniec XIII wieku.

## Dokumenty
Księgi metrykalne:
- ochrzczonych od 1945 roku
- małżeństw od 1945 roku
- zmarłych od 1945 roku